# Абен, Хиллар
Хиллар Карлович Абен (Hillar Aben) (3 декабря 1929, Тарту — 21 января 2024) — эстонский учёный в области фотоупругости, член Эстонской академии наук (с 1977 года). Член Учёного совета при Президенте Республики (1994—2001) и Государственного комитета по научным премиям (1999—2004). С 1995 по 2007 год главный редактор «Известий Эстонской академии наук». Член Европейской академии наук (2004).
Автор более 200 научных публикаций, в том числе двух англоязычных монографий.

## Биография
Родился 3 декабря 1929 года в Тарту в семье лингвиста Карла Абена.
В 1948 году окончил Тартускую среднюю школу № 1, а в 1953 году — Таллинский политехнический институт по специальности инженер-строитель, в 1957 году — аспирантуру с защитой диссертации «О решении задач нелинейной теории пластинок методом фотоупругости: диссертация кандидата технических наук: 05.00.00. — Таллин, 1957. — 159 с.: ил.»
С 1956 по 1960 год младший научный сотрудник Института строительства и строительных материалов Эстонской академии наук.
С 1960 года в Институте кибернетики: заведующий сектором механики и прикладной математики (1960—1974), заместитель директора по научной работе (1967—1976), директор (1976—1988). С 1989 по 2013 год заведующий лабораторией фотоупругости, с 2013 года главный научный сотрудник — консультант.
В 1966 году защитил докторскую диссертацию «Метод характеристических направлений в фотоупругости: диссертация доктора технических наук: 05.00.00. — Таллин, 1966. — 216 с.: ил.»
В 1977 году избран действительным членом Академии наук Эстонской ССР по специальности «Механика», Отделение информатики и инженерных наук.
Основной объект исследований — метод интегральной фотоупругости, теория которого относится к области оптики так называемых скрученных двупреломляющих сред. Целью метода интегральной фотоупругости является неразрушающее определение напряженного состояния в прозрачных объектах.
Разработанная им технология измерения внутренних напряжений в стекле нашла практическое применение в компании GlasStress, которая под руководством Хиллара Абена занималась изготовлением и внедрением оборудования, реализующего метод интегральной фотоупругости в стекольной промышленности.
Преподавал курс экспериментальной механики в Таллиннском техническом университете, был приглашенным профессором в Университете Ватерлоо (Канада) и Университете Пуатье (Франция).
Участник III Международного конгресса по экспериментальной механике в Лос-Анджелесе с 13 по 18 мая 1973 года.
Является автором более 200 научных публикаций, в том числе двух англоязычных монографий.
Его открытия, сделанные совместно с американскими и английскими учёными, помогли решить многовековую проблему, из-за которой замерзшие стеклянные капли, известные как слезы принца Руперта, разбиваются, когда ломаются их тонкие хвостики.
Член Учёного совета при Президенте Республики (1994—2001) и Государственного комитета по научным премиям (1999—2004). С 1995 по 2007 год главный редактор «Известий Эстонской академии наук». Член Европейской академии наук (2004).

## Сочинения
- Интегральная фотоупругость / АН ЭССР. — Таллин: Валгус, 1975. — 218 с.: ил.; 22 см.
- Integrated photoelasticity / Hillar Aben. — New York etc.: McGraw-Hill, cop. 1979. — XV, 203 с.: ил.; 24 см.
- Абен, Х., Гийеме, К. Фотоупругость стекла. Springer-Verlag, Берлин, 1993.

## Награды
- 1989 — Медаль Эстонской академии наук.
- 1994 — Научная премия Эстонской Республики в области инженерных наук за англоязычную монографию «Фотоупругость стекла» (в соавторстве с Клодом Гийеме)
- 2001 — Орден Белой Звезды III степени
- 2009 — Премия Эстонской Республики в области науки за выдающиеся научно-исследовательские и опытно-конструкторские работы в качестве руководителя группы, приведшие к созданию инновационного продукта «Разработка и применение теории, измерительной техники и аппаратуры метода интегральной фотоупругости для измерения остаточных напряжений в стекольной промышленности».
- 2009 — Медаль Николая Алумяэ Эстонской академии наук.
- 2010 — Медаль Мюррея Американской научной ассоциации «Общество экспериментальной механики».